# Горнопромышленный ландшафт Корнуолла и Западного Девона
Горнопромышленный ландшафт Корнуолла и Западного Девоншира отражает развитие горного дела и методов добычи олова и меди в Великобритании во время промышленной революции в конце XVII-начале XIX века. Сохранившиеся рудники, машинные залы, плавильные печи и разнообразные подсобные помещения дают представление о зарождении корнуольских традиций горношахтных поселений, которые после 1860-х годов были распространены по всему миру и функционируют до сих пор. Представитель ЮНЕСКО Ник Джонсон заметил, что около 175 объектов по всему миру сформированы под влиянием горнопромышленного ландшафта Корнуолла выходцами из региона.
В начале XIX века в Корнуолле и западном Девоншире производилось две трети всей мировой меди. В 2006 году горнопромышленный ландшафт попал в список объектов всемирного наследия ЮНЕСКО в Великобритании. Торжественная церемония включения, в которой принимал участие принц Чарльз, прошла 10 мая 2007 года в Cotehele House в Корнуолле. По мнению экспертов статус объекта всемирного наследия увеличит поток туристов на 60 000 человек ежегодно.
Объект призван охранять 10 горнопромышленных округов, которые были сформированы в период с 1700 по 1914 годы и являются наиболее значимыми и хорошо сохранившимися. Ниже представлены округа в том порядке, в котором они расположены на сайте объекта, с указанием номера и площади:
- A1 Горнопромышленный округ Сент-Джаст (англ. St.Just Mining District) 2671 га
- A2 Порт Хейл (англ. Port of Hayle) 207 га
- A3 (англ. Tregonning and Trewavas Mining District) 4483 га
- A4 Горнопромышленный округ Уендрон (англ. Wendron Mining District) 810 га
- A5 Горнопромышленный округ Кэмборн и Редрат (англ. Camborne & Redruth Mining District) 1403 га
- A6 Горнопромышленный округ Гвеннэп (англ. Gwennap Mining District), долина Кеннол (англ. Kennall Vale) и литейный цех Перран (англ. Perran Foundry) 3045 га
- A7 Горнопромышленный округ Сент-Агнес (англ. St.Agnes Mining District) 1225 га
- A8 (англ. Luxulyan Valley) и Чарльстон (англ. Charlestown) 274 га
- A9 Горнопромышленный округ Карадон (англ. Caradon Mining District) 1436 га
- A10 Долина реки Тамар (англ. Tamar Valley) и Тависток (англ. Tavistock) 4164 га.

## Фотогалерея
|            |            |                     |
| Сент-Джаст | Река Тамар | Литейный цех Перран |

|            |         |        |            |
| Сент-Агнес | Карадон | Рэдрат | Сент-Джаст |